# Ольвия

Греческий город Ольвия, наряду с другими греческими колониями по северному побережью Чёрного моря

О́львия (др.-греч. Ὀλβία — «счастливая, богатая») — античная греческая колония, основанная выходцами из Милета в первой четверти VI века до н. э. на правом берегу Днепро-Бугского лимана к югу от современного Николаева и современного села Парутино Очаковского района Николаевской области, Украина. Во времена расцвета (вторая половина V века до н. э. — первая половина III века до н. э.) город занимал площадь около 50 га и представлял собой важный центр торговли и рыболовства, имел тесные экономические связи со скифами, численность его населения предположительно достигала 15 тысяч человек. Одним из первых археологическими раскопками в Ольвии в середине XIX века занялся русский археолог граф А. С. Уваров. На базе открытых во время раскопок руин города в 1924 году создан археологический заповедник. Благодаря раскопкам отечественных и зарубежных археологов на территории Ольвии были открыты и исследованы руины крепостных стен и башен, двойные ворота, агора и Восточный и Западный теменосы. Раскопки в Ольвии ведутся и в настоящее время.

## История древнего города
Древние греки, заложившие город в VI веке до нашей эры, сменили киммерийцев и скифов (впрочем, греки постепенно ассимилировались с местным населением: спустя некоторое время они начали говорить на смеси греческого и скифского, и носить скифскую одежду). Ещё в VI веке до н. э. в Ольвии вместе с храмом Зевса появились святилища и теменосы Аполлона Дельфиния и Врача. По мнению некоторых авторов, в 450 году до н. э. Ольвию посетил Геродот. Он сделал первое описание истории, географии и обычаев народов, которые в те времена населяли территорию северного побережья Чёрного моря. В VI—V веках до н. э. тут правили олигархи, в начале IV в. до н. э. была установлена демократическая форма правления. В период между 332 и 325 гг. до н. э. Ольвия подверглась осаде стратегом Александра Македонского Зопирионом. Несмотря на снятие осады, полису был нанесён серьёзный ущерб — город сильно пострадал от пожаров, а все поселения ольвийской хоры были разрушены. Во второй половине II века до н. э., на протяжении приблизительно 30-ти лет, Ольвия входила в состав позднескифского государства. В 55 году до н. э. была завоёвана гетским царём Буребистой. Со временем государство возобновило своё существование, но на значительно меньшей территории. В 198 году н. э. Ольвия вошла в состав Римской империи. Части Ольвии были перестроены под властью Рима. Дион Хрисостом посетил город, который он назвал Бористеническим дискурсом в честь реки, впадающей там в Черное море. Город, который принадлежал римской провинции Мёзия, вероятно, был заброшен в IV веке нашей эры после того, как дважды горел во время так называемых готских войн. Ольвия полностью погибла во время нашествия гуннов в 70-е годы IV века н. э..

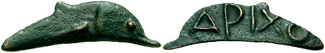

Свидетельством значительной коммерческой роли города в этом регионе являются многочисленные монеты, появившиеся в ранний период его существования. Первоначально они были отлиты в форме рыб (так называемых дельфинов), которые использовались для простого обмена денег, которые позже (VI / V века) заменили медные монеты, отлитые с изображением на лицевой стороне головы Афины, Деметры. или так называемый горгонейон. На реверсе обычно изображен дельфин или орел с дельфином в когтях. В середине IV века до нашей эры в Ольвии выпускаются серебряные статеры с похожими идеями. На некоторых монетах указано название города в виде OLBI или OLBIO [политоний] или надписи ARIX, EMINAKO (имена должностных лиц). На основе богатого нумизматического материала можно установить и проследить почти двухсотлетнее развитие Ольвийской чеканки.
В разные годы археологические исследования Ольвии проводили А. Зограф, П. Каришковский, В. Анохин, В. Нечитайло и др.

## Археологические памятники
На территории сохранились развалины укреплений, городские кварталы, площадь-агора, священные участки — Восточный и Западный теменосы, храмы Аполлона, Зевса и Асклепия, мастерские и некрополь. Произведения изобразительного и декоративного искусства хранятся в многочисленных музеях Украины, России и так далее. На территории города работает археологическая экспедиция Института археологии НАНУ.

## Галерея

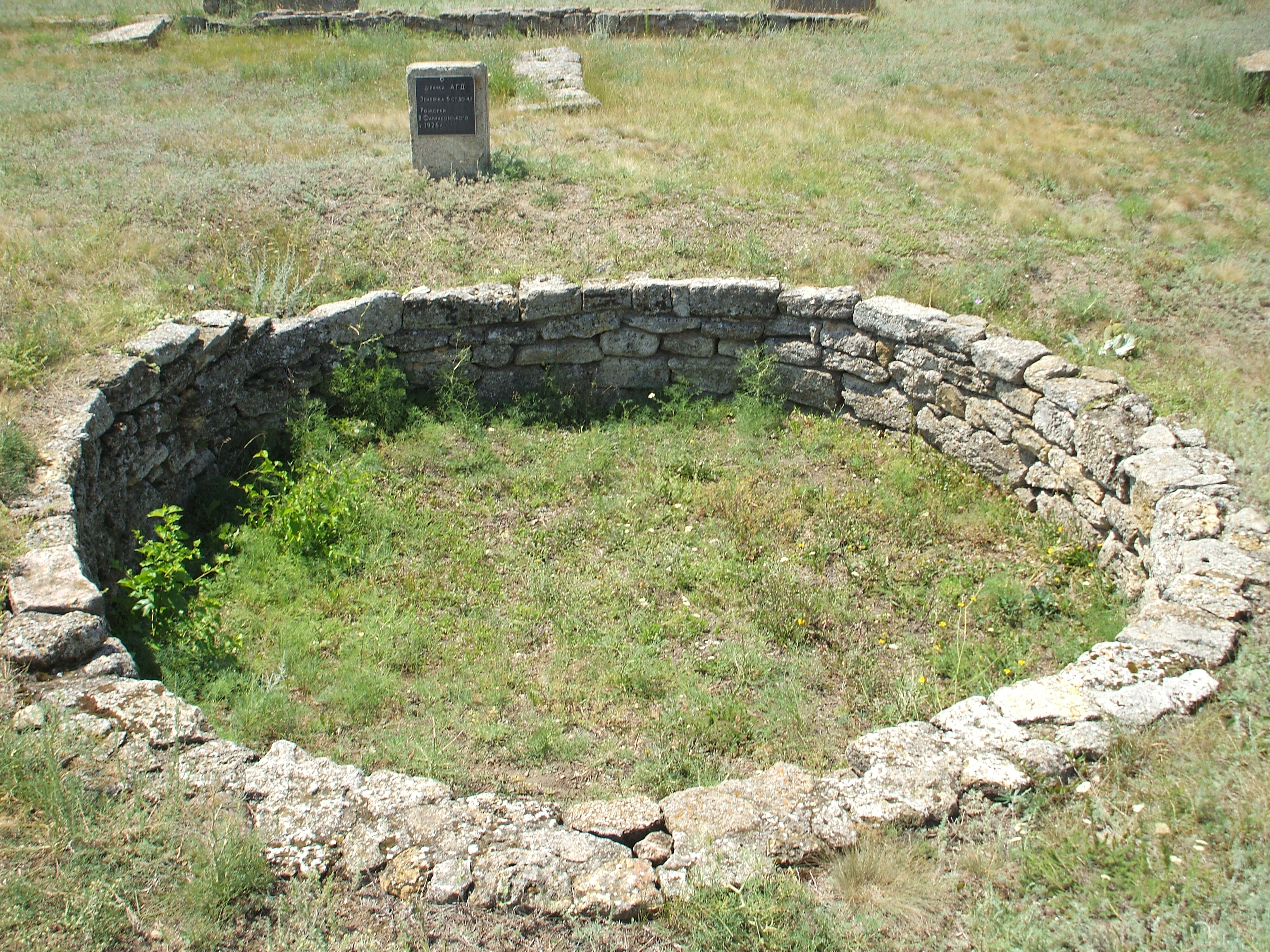
Фундамент домов-землянок первых поселенцев
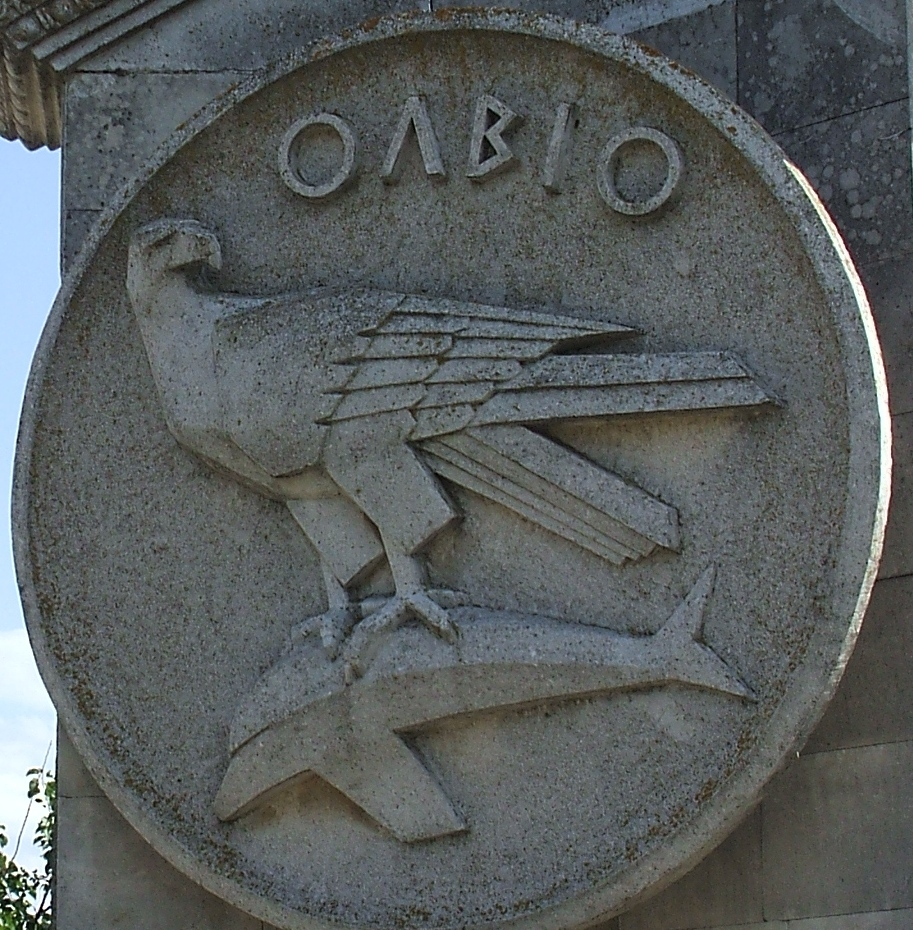
Стела на въезде в заповедник
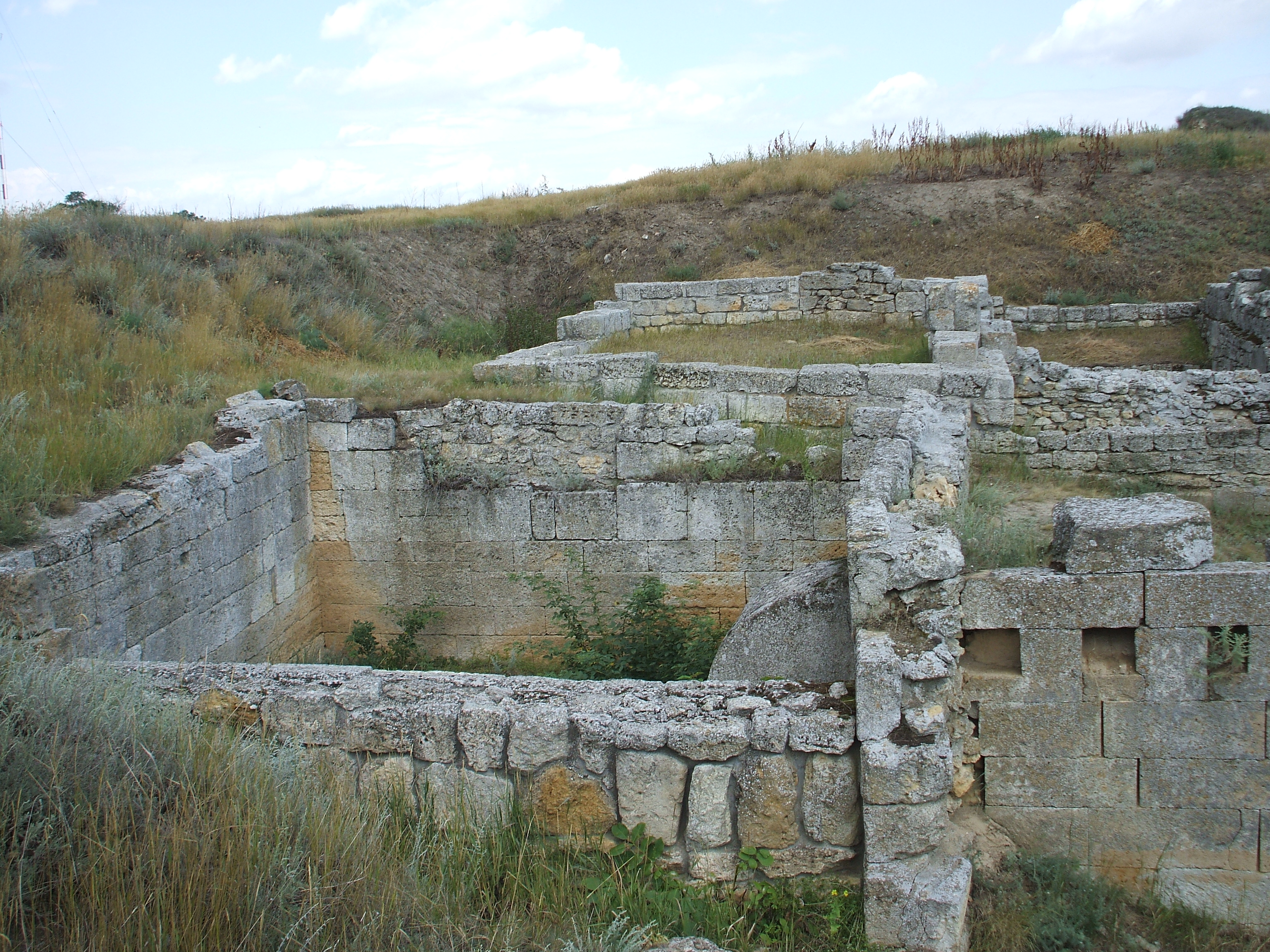
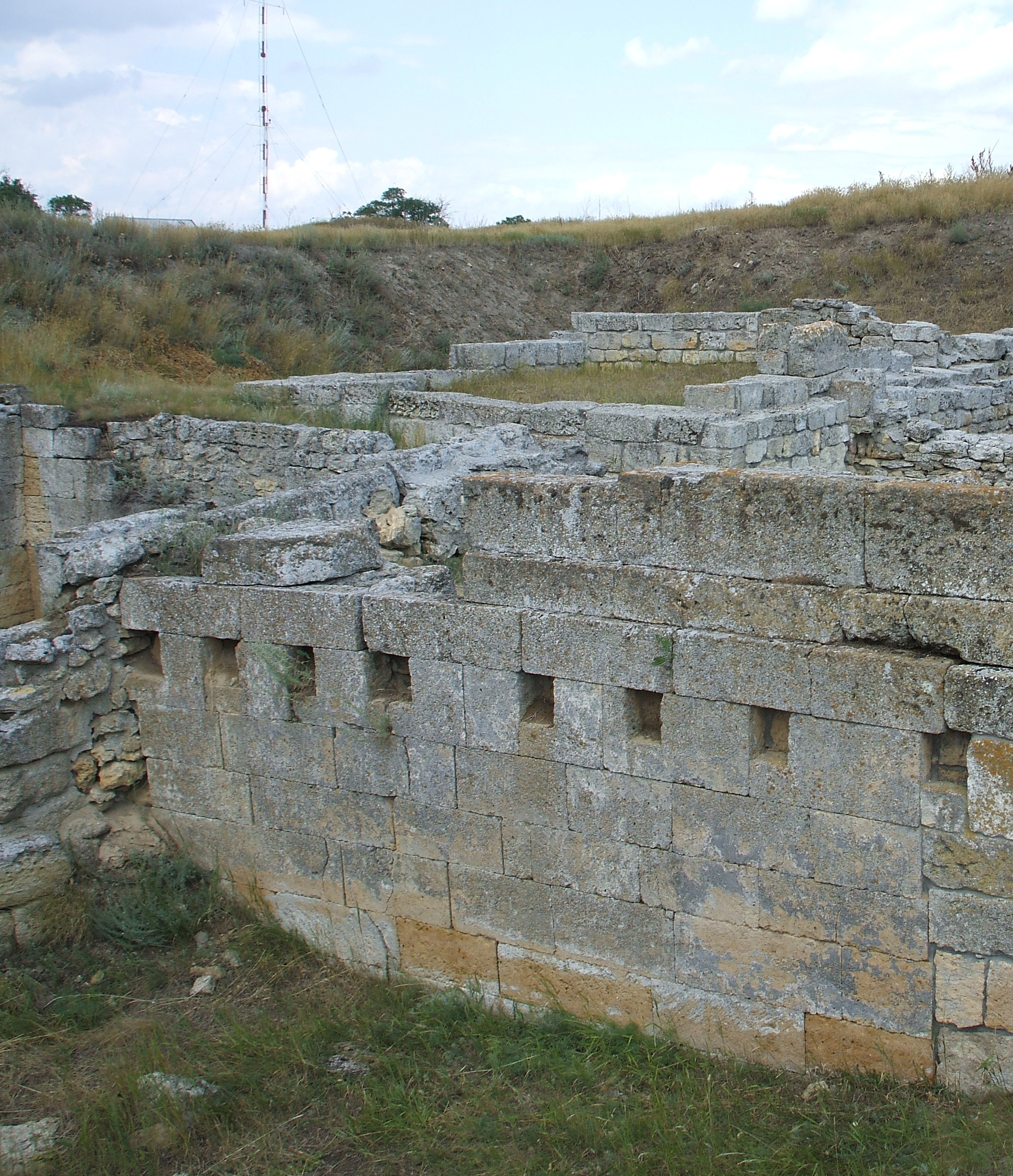